# 慶州市

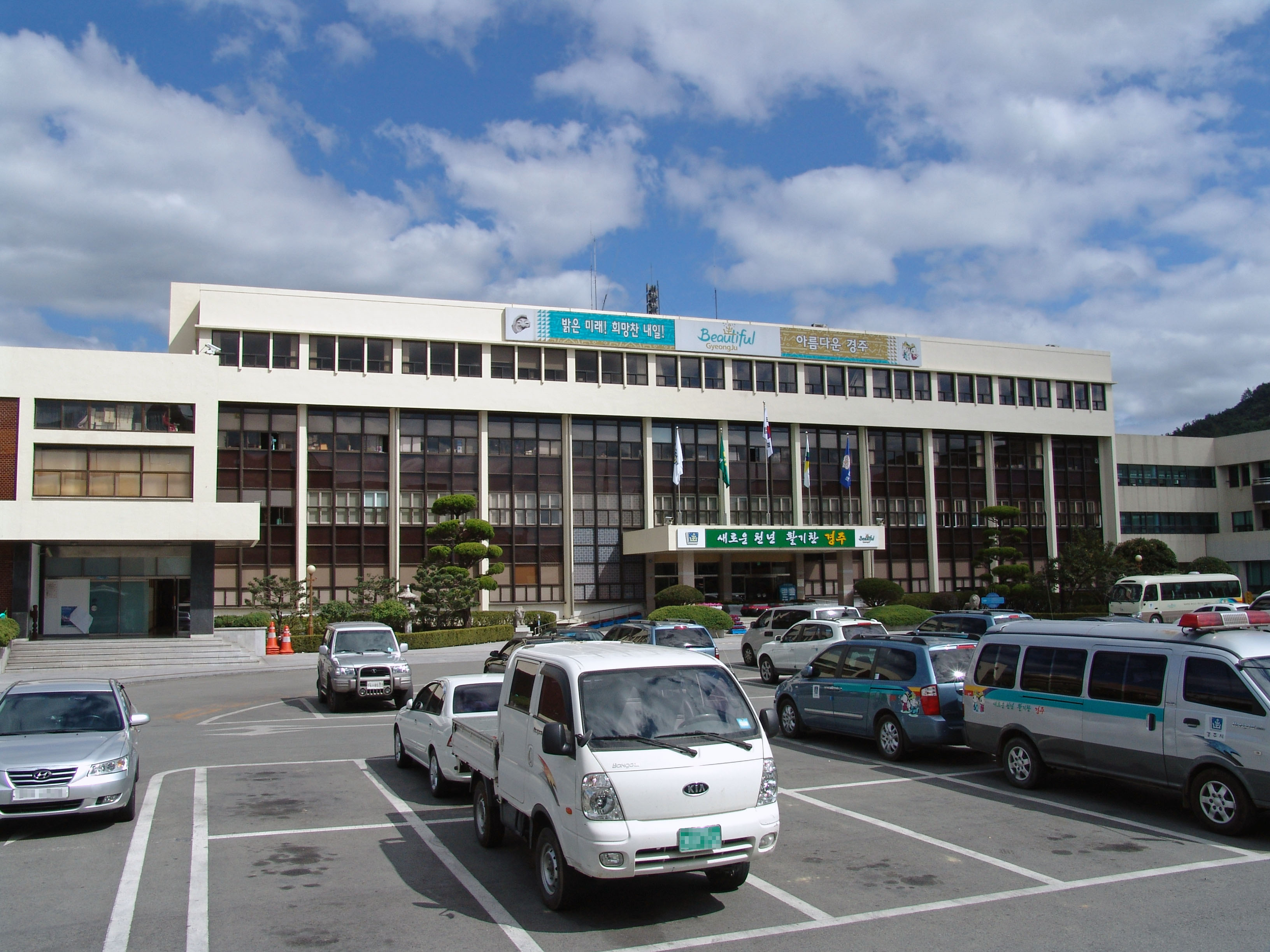
慶州市庁

慶州市（キョンジュし）は、大韓民国慶尚北道の歴史文化都市。東は日本海に面し、西は永川市と清道郡、南は蔚山広域市、北は浦項市に接する。面積1,324.41平方キロ、人口258,156人（2017年6月30日）。市のブランドスローガンはGolden City, Gyeongju。
紀元前57年から935年までの992年間、新羅王国の都・金城（クムソン）の地であり、石窟庵と仏国寺が1995年にユネスコの世界遺産に登録された。また、2000年には南山ベルト・月城ベルト・大陵園（古墳公園）に含まれる膨大な遺跡と芬皇寺などが慶州歴史地域として登録され、さらに、2010年には市の北部・江東面に位置する両班の伝統的民俗村である良洞村が、安東河回村とともに世界遺産に登録された。これで同市内には3件の世界遺産が存在する事になり、稀な世界遺産都市となった。
韓国（朝鮮半島）の古都という点で、韓国国内はもちろん、世界各地からたくさんの観光客が訪れる。現代的な建造物が遺構の周辺になく、当時のまま街並みが残っているという点で、日本の京都市や奈良市と比較されることもある。
また、市街地東方にある普門湖（ポムンホ）地域では、新しい観光拠点としての開発が行われており、特級ホテルが立ち並ぶ。
慶州市は全体に桜の木が多く、毎年春に、慶州さくらマラソンという大会が開催され、日本からも参加者がある。

## 沿革
慶州は古代には新羅王国の首都・金城（クムソン）として発展し、高麗太祖王建が慶州と改称した（東京等と呼ばれていた時代もあった）。李氏朝鮮時代は慶州府と呼ばれ、1895年に慶州郡となり、1931年慶州面が邑に昇格、1955年慶州邑が市に昇格した。1995年に慶州市・郡が合併した。

### 慶州市
- 1955年9月1日 - 慶州邑・内東面および川北面・内南面の各一部をもって慶州市を設置。（39洞）
- 1973年7月1日 - 39の法定洞を22の行政洞に改編。（22行政洞）
- 1975年10月1日 - 月城郡内南面・川北面・陽北面・外東面の各一部を編入。
- 1986年5月1日 - 洞の改変。
- 1987年1月1日 - 月城郡見谷面の一部を編入。
- 1995年
  - 1月1日 - 慶州市・慶州郡が合併し、慶州市が発足。（4邑8面）
  - 3月1日 - 洞の改編。
  - 5月27日 - 安康邑の一部が江東面に編入。（4邑8面）
- 1998年11月14日 - 洞の改編。[2]（4邑8面13行政洞）
- 2003年3月13日 （4邑8面）
  - 安康邑老堂里の一部が江東面に編入。
  - 江東面安渓里・多山里の各一部が安康邑に編入。
- 2009年1月15日 - 洞の改編。（4邑8面11洞）
- 2021年4月1日 - 陽北面が文武大王面に改称。（4邑8面11洞）

### 慶州郡（月城郡）
- 1895年 - 二十三府制により、慶州府を慶州郡に改編。（16面）
  - 府内面・内東面・外東面・東海面・内南面・外南面・西面・山内面・川北面・見谷面・江東面・江西面・神光面・杞渓面・竹長面・北安面
- 1896年 - 十三道制により、慶尚北道慶州郡に改編。
- 1906年 - 外南面を蔚山郡に、東海面を長鬐郡に、神光面と杞渓面を興海郡に、竹長面を清河郡に、北安面を永川郡にそれぞれ移管。
- 1914年4月1日 - 郡面併合により、長鬐郡内南面・陽南面（共に東海面が長鬐郡に移管直後に分割し成立）が慶州郡に編入し、そのうち内南面は陽北面に改称。慶州郡に以下の面が成立。[3]（12面）
  - 府内面・内東面・外東面・内南面・山内面・西面[4]・見谷面・江西面・江東面・川北面・陽南面・陽北面

| 朝鮮総督府令第111号 |            | |
| 旧行政区画 | 新行政区画 | 新行政区画 |
| 慶州郡府内面동부리/남부리、서부리、북부리、화절리/동내리/광명리、천원리/교리 일부、노서리/효문리/노동리 일부/사정리 일부、노동리 일부、사정리 일부、서악리 일부、성북리/성서리 일부、좌리/북정리 일부、인왕리/신기리 일부/교리 일부/(내동면)사리 일부、충효리/야척리/양재리/재동/서악리 일부、효현리/와룡리/와산리、황남리/노동리 일부、황오리/신기리 일부 | 府内面     | 동부리、서부리、북부리、광명리、교리、노서리、노동리、사정리、서악리、성건리、성동리、인왕리、충효리、효현리、황남리、황오리                         |
| 慶州郡内東面구정리/하동 일부、구황리/사리 일부、남산리/원리 일부/망덕리 일부、천군리 일부/덕동 일부、도지리 일부/동방리 일부/원리 일부、동방리 일부/망덕리 일부、마동 일부/하동 일부、배반리/능지리/보문리 일부、보문리 일부、대일리/시리 일부/월라리 일부、시래리/마동 일부/광산리 일부、신평리/(천북면)북군리 일부、명곡리/청곡리/왕산리 일부、도지리 일부/평리 일부/시리 일부/조양리 일부/구정리 일부、석길리/진현리 일부/광산리 일부、아동/천군리 일부、조양리 일부/평리 일부/시리 일부/원리 일부、매곡리/하동 일부、황룡동/덕동 일부/천군리 일부        | 内東面     | 구정리、구황리、남산리、덕동리、도지리、동방리、마동리、배반리、보문리、시리、시래리、신평리、암곡리、조양리、진현리、천군리、평리、하동리、황룡리   |
| 慶州郡見谷面가정리、석장리/금장리/(부내면)성서리 일부、나원리 일부/(천북면)청령리 일부/신당리 일부、종동/남사리、웅암리/내태리、무과동、상구리/구평리、소현리、오류리/협평리、하구리 | 見谷面     | 가정리、금장리、나원리、남사리、내태리、무과리、상구리、소현리、오류리、하구리                                                                       |
| 慶州郡山内面어두리/원동/장사리/감존리、판교리/내일리/소태리/대현리 일부/(내남면)박달리 일부、내칠리、시다리/동곡리/대현리 일부/(경상남도 울산군 두서면)소호동 일부、신전리/신원리 일부、외칠리、우라리、의곡리、심천리/일부리 | 산내면     | 감산리、내일리、내칠리、대현리、신원리、외칠리、우라리、의곡리、일부리                                                                               |
| 慶州郡外東面개곡리 일부/대성리 일부、괘릉리/영지리/상신리 일부/하신리 일부、구어리/송계리/어영리 일부、냉천리 일부/지초리 일부、녹동리/성저리/상석리 일부、말방리/장산리/대성리 일부、상모리/하모리/계동리/문산리 일부/우박리 일부、문산리 일부/어영리 일부/우박리 일부、방어리/원동、북토리/사지리/둔전리/(내동면)월라리 일부、하석리/상석리 일부、상신리 일부/하신리 일부/진현리 일부/(내동면)광산리 일부、상연리/하연리/연안리 일부/개곡리 일부、입실리/순금리/연안리 일부、제내리/사일리/지초리 일부、죽동리/신원리/활성리 일부/냉천리 일부、활성리 일부 | 外東面     | 개곡리、괘릉리、구어리、냉천리、녹동리、말방리、모화리、문산리、방어리、북토리、석계리、신계리、연안리、입실리、제내리、죽동리、활성리               |
| 慶州郡江東面국당리/장승리/상오리 일부、다산리/천서리 일부、단구리/천서리 일부、모서리 일부、사곡리/심동/구향리/시곡리、양동 일부、하오리/상오리 일부、왕신리/사라리/밀곡리/빈암리、내동/공정리/유금리/광암리/덕남리 일부、인좌리/인량리/덕남리 일부、호명리 일부 | 江東面     | 국당리、다산리、단구리、모서리、안계리、양동리、오금리、왕신리、유금리、인동리、호명리                                                               |
| 慶州郡江西面갑산리/산전리 일부/(강동면)호명리 일부/모서리 일부、판교리/야일리、검단리 일부/사방리 일부、근계리、노당리/초제리/(강동면)초감리 일부、대동/박동/산전리 일부、두류리/사박리/하곡리 일부、산대리、안강리/양월리 일부、양월리 일부/(강동면)양동 일부、옥산리、육통리/(강동면)초감리 일부/양동 일부、하곡리 일부、사방리/(강동면)모서리 일부 | 江西面     | 갑산리、강교리、검단리、근계리、노당리、대동리、두류리、산대리、안강리、양월리、옥산리, 육통리、하곡리、사방리                                       |
| 慶州郡川北面동천리/고성리 일부/용강리 일부/(내동면)사리 일부/(부내면)북정리、북군리 일부、손곡리 일부、신리 일부/용강리 일부/지북리 일부、지북리 일부/고성리 일부/(현곡면)나원리 일부、청령리 일부/(강서면)검단리 일부、남아리/갈곡리 일부、덕산리、동산리/모아리 일부、모아리 일부、물천리/옥동/손곡리 일부/갈곡리 일부、성지리/강정리/중방리、신당리 일부/신리 일부、서평리/오야리 일부/모아리 일부、화산리/모아리 일부/오야리 일부 | 川北面     | 동천리、북군리、손곡리、용강리、황성리、청령리、갈곡리、덕산리、동산리、모아리、물천리、성지리、신당리、오야리、화산리                               |
| 慶州郡内南面배리/갈석리、도초리/율동/두대리/두동 일부、월남리/탑리、백운리/노곡리 일부、신을리/남성리/구왕리、신리/두동 일부、상명리/하명리 일부、고사리 일부/박달리 일부/(경상남도 울산군 두서면)내와동 일부、와지리/천면리、비고리、평리/상신리/광석리、안심리/구일리、용장리/이조리 일부、노곡리 일부/월산리 일부、월산리 일부/이조리 일부、화곡리/송림리 | 内南面     | 배리、율동리、탑리、노곡리、덕천리、망성리、명계리、박달리、부지리、비지리、상신리、안심리、용장리、월산리、이조리、화곡리                           |
| 慶州郡西面도동、도계리/도음리、금라리、서오리/천촌리 일부、심곡리 일부、아화리/상추리 일부/심곡리 일부、운곡리/군곡리/신평리 일부、천촌리 일부、건천리、금척리、대곡리/제내리、모량리、방내리、선동/사동/창리/송전리/우중리、신기리/돈지리/신평리 일부、밀이리/명장리、조전리/박곡리、천포리、고천리/고백리 | 西面       | 도리、도계리、사라리、서오리、심곡리、아화리、운대리、천촌리、건천리、금척리、대곡리、모량리、방내리、송선리、신평리、용명리、조전리、천포리、화천리 |

| 1914年 | 1914年 | 現在              | 現在 |
| 面     | 洞 | 区・邑・面        | 洞・里 |
| ------ | --- | ----------------- | --- |
| 府内面 | 동부리、서부리、북부리、광명리、교리、노서리、노동리、사정리、서악리、성건리、성동리、인왕리、충효리、효현리、황남리、황오리                       | 慶州市            | 동부동、서부동、북부동、광명동、교동、노서동、노동동、사정동、성건동、성동동、인왕동、충효동、효현동、황남동、황오동                         |
| 内東面 | 구정리、구황리、남산리、덕동리、도지리、동방리、마동리、배반리、보문리、시리、시래리、신평리、암곡리、조양리、진현리、천군리、평리、하동리、황룡리 | 慶州市            | 구정동、구황동、남산동、덕동、도지동、동방동、마동、배반동、보문동、시동、시래동、신평동、암곡동、조양동、진현동、천군동、평동、하동、황룡동 |
| 見谷面 | 금장리 일부 | 慶州市            | 석장동 |
| 見谷面 | 가정리、금장리、나원리、남사리、내태리、무과리、상구리、소현리、오류리、하구리                                                                     | 慶秋市 見谷面     | 가정리、금장리、나원리、남사리、내태리、무과리、상구리、소현리、오류리、하구리                                                               |
| 山内面 | 감산리、내일리、내칠리、대현리、신원리、외칠리、우라리、의곡리、일부리                                                                             | 慶州市 山内面     | 감산리、내일리、내칠리、대현리、신원리、외칠리、우라리、의곡리、일부리                                                                       |
| 外東面 | 개곡리、괘릉리、구어리、냉천리、녹동리、말방리、모화리、문산리、방어리、북토리、석계리、신계리、연안리、입실리、제내리、죽동리、활성리             | 慶州市 外東邑     | 개곡리、괘릉리、구어리、냉천리、녹동리、말방리、모화리、문산리、방어리、북토리、석계리、신계리、연안리、입실리、제내리、죽동리、활성리       |
| 江東面 | 국당리、다산리、단구리、모서리、안계리、양동리、오금리、왕신리、유금리、인동리、호명리                                                             | 慶州市 江東面     | 국당리、다산리、단구리、모서리、안계리、양동리、오금리、왕신리、유금리、인동리、호명리                                                       |
| 江西面 | 갑산리、강교리、검단리、근계리、노당리、대동리、두류리、산대리、안강리、양월리、옥산리、육통리、하곡리                                             | 慶州市 安康邑     | 갑산리、강교리、검단리、근계리、노당리、대동리、두류리、산대리、안강리、양월리、옥산리、육통리、하곡리                                       |
| 川北面 | 청령리、사방리 | 慶州市 安康邑     | 청령리、사방리 |
| 川北面 | 갈곡리、덕산리、동산리、모아리、물천리、성지리、신당리、오야리、화산리                                                                             | 慶州市 川北面     | 갈곡리、덕산리、동산리、모아리、물천리、성지리、신당리、오야리、화산리                                                                       |
| 川北面 | 동천리、북군리、손곡리、용강리、황성리 | 慶州市            | 동천동、북군동、손곡동、용강동、황성동 |
| 内南面 | 배리、율동리、탑리 | 慶州市            | 배동、율동、탑동 |
| 内南面 | 노곡리、덕천리、망성리、명계리、박달리、부지리、비지리、상신리、안심리、용장리、월산리、이조리、화곡리                                             | 慶州市 内南面     | 노곡리、덕천리、망성리、명계리、박달리、부지리、비지리、상신리、안심리、용장리、월산리、이조리、화곡리                                       |
| 西面   | 도리、도계리、사라리、서오리、심곡리、아화리、운대리、천촌리                                                                                       | 慶州市 西面       | 도리、도계리、사라리、서오리、심곡리、아화리、운대리、천촌리                                                                                 |
| 西面   | 건천리、금척리、대곡리、모량리、방내리、송선리、신평리、용명리、조전리、천포리、화천리                                                             | 慶州市 乾川邑     | 건천리、금척리、대곡리、모량리、방내리、송선리、신평리、용명리、조전리、천포리、화천리                                                       |
| 陽北面 | 구길리、권이리、두산리、범곡리、봉길리、송전리、안동리、어일리、와읍리、용당리、용동리、입천리、장항리、죽전리、호암리                             | 慶州市 文武大王面 | 구길리、권이리、두산리、범곡리、봉길리、송전리、안동리、어일리、와읍리、용당리、용동리、입천리、장항리、죽전리、호암리                       |
| 陽北面 | 감포리、나정리、노동리、대본리、오류리、전동리、전촌리、팔조리、호동리                                                                             | 慶州市 甘浦邑     | 감포리、나정리、노동리、대본리、오류리、전동리、전촌리、팔조리、호동리                                                                       |
| 陽南面 | 기구리、나산리、나아리、상계리、상라리、서동리、석촌리、석읍리、수렴리、신대리、신서리、읍천리、하서리、환서리、효동리                             | 慶州市 陽南面     | 기구리、나산리、나아리、상계리、상라리、서동리、석촌리、석읍리、수렴리、신대리、신서리、읍천리、하서리、환서리、효동리                       |

- 1917年10月1日 - 府内面が慶州面に改称。（12面）
- 1931年4月1日 - 慶州面が慶州邑に昇格。[6]（1邑11面）
- 1937年7月1日 - 陽北面甘浦里外8里を甘浦邑として分離。[7] （2邑11面）
- 1949年5月20日 - 江西面が安康邑に改称・昇格。[8]（3邑10面）
- 1955年9月1日 - 慶州市の設置に伴い、慶州郡を月城郡に改称。[9]（2邑9面）
  - 慶州邑・内東面および川北面の東川里・皇城里・龍江里、内南面塔里をもって慶州市を設置。
- 1973年7月1日（3邑9面）[10]
  - 西面の一部（乾川里・金尺里・大谷里・牟梁里・芳内里・松仙里・新坪里・龍明里・棗田里・泉浦里・花川里）が乾川邑として分離。
  - 川北面の一部（青令里・士方里）が安康邑に編入。
- 1975年10月1日 - 内南面の栗洞里・拝里、川北面の北軍里・蓀谷里、陽北面凡谷里の一部、外東面薪渓里の一部が慶州市に編入。[11]（3邑9面）
- 1980年12月1日 - 外東面が外東邑に昇格。[12]（4邑8面）
- 1987年1月1日（4邑8面）
  - 見谷面の一部が慶州市に編入。
  - 陽北面の一部が陽南面に編入。
- 1989年1月1日 - 月城郡が慶州郡に改称。[13]（4邑8面）
- 1995年1月1日 - 慶州郡が慶州市と合併し、慶州市が発足。慶州郡消滅。[14]

## 行政

### 行政区画

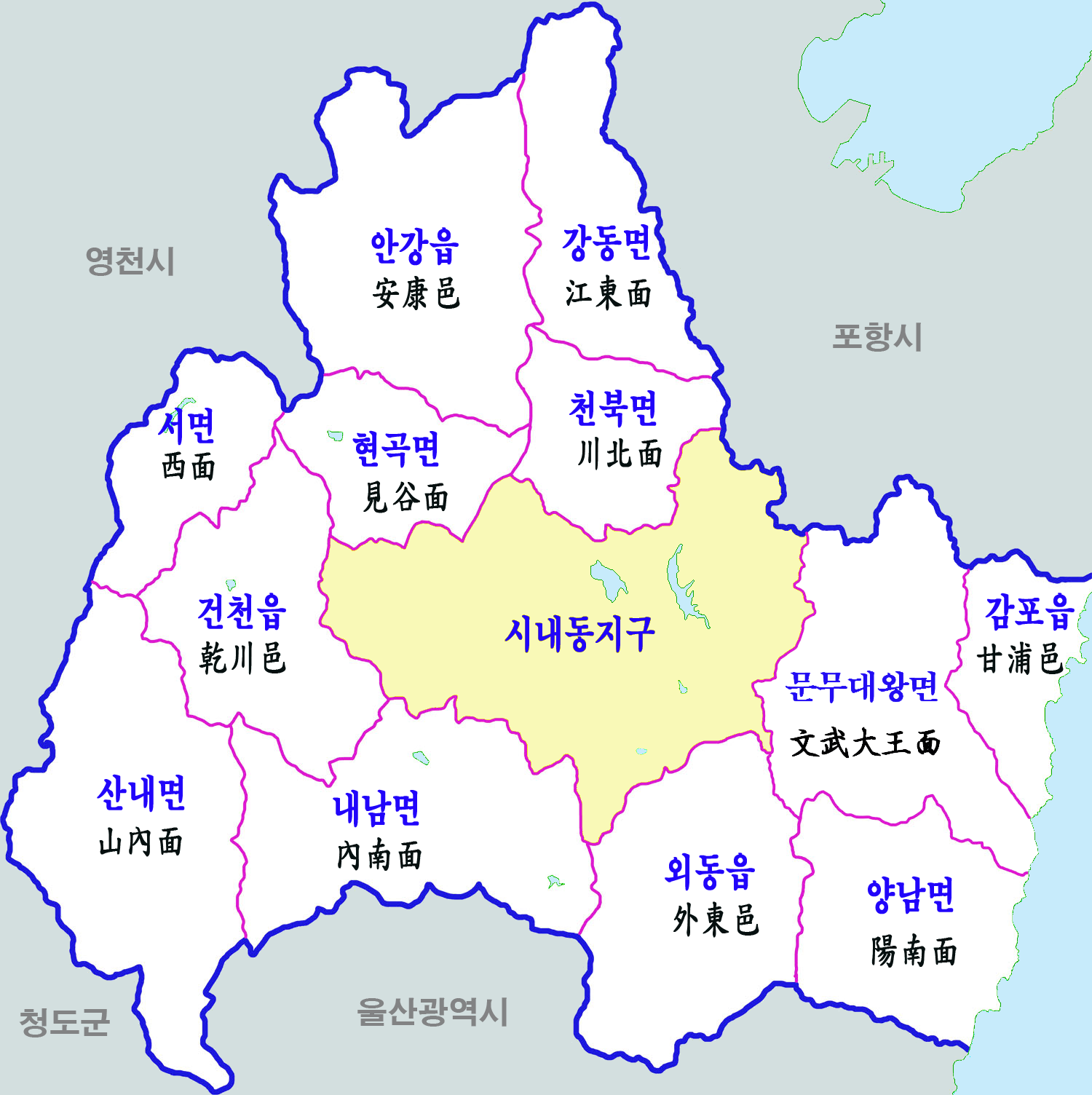
行政区域図

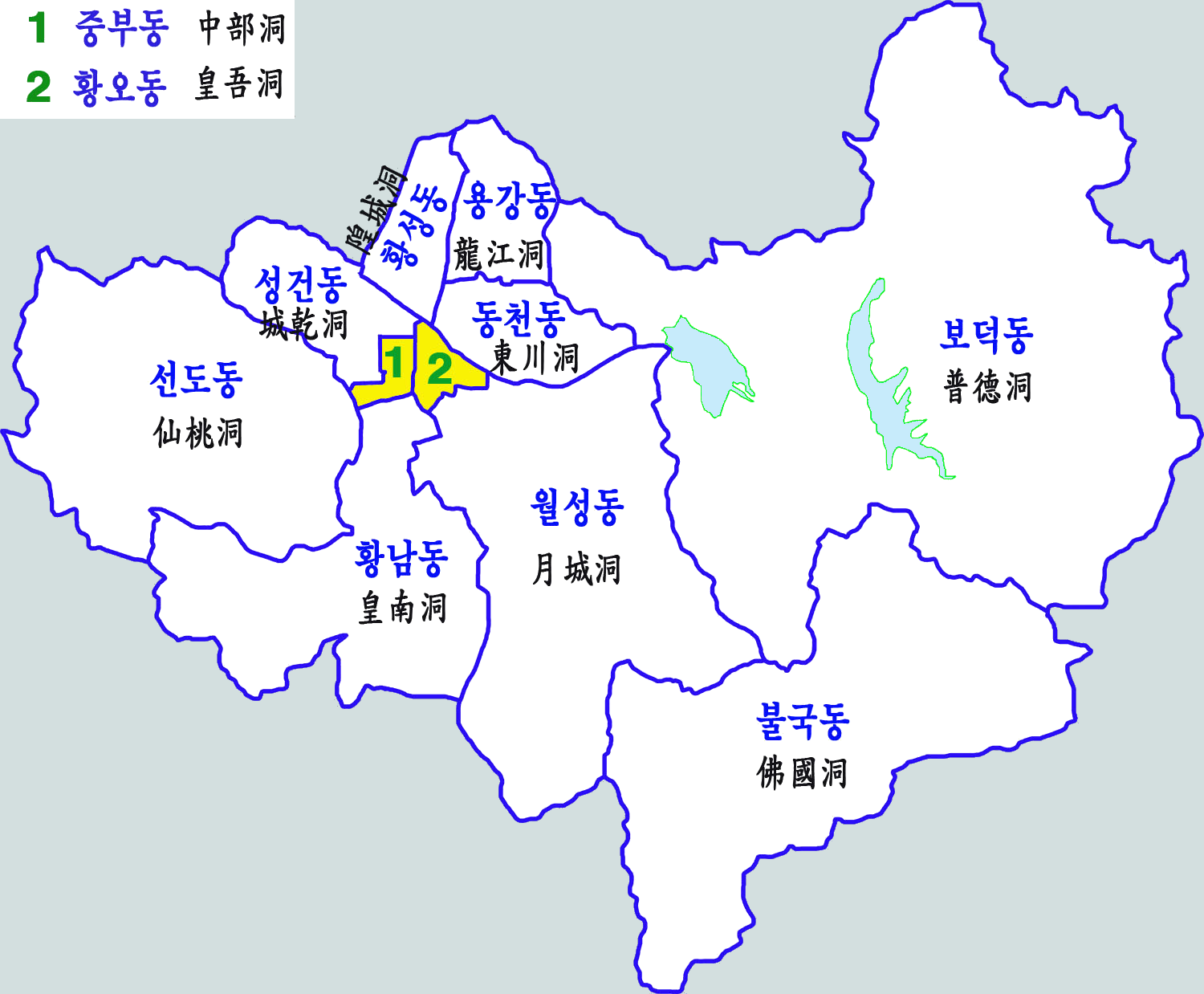
中心市街地の行政区域図

| 行政洞・邑・面 | 法定洞・法定里 |
| -------------- | --- |
| 仙桃洞         | 西岳洞、光明洞、忠孝洞、孝峴洞 |
| 城乾洞         | 城乾洞、錫杖洞 |
| 隍城洞         | 隍城洞 |
| 龍江洞         | 龍江洞 |
| 普徳洞         | 千軍洞、薪坪洞、北軍洞、蓀谷洞、徳洞、黄龍洞、暗谷洞                                                                                   |
| 仏国洞         | 進峴洞、馬洞、鰕洞、坪洞、南山洞、時来洞、九政洞、朝陽洞、矢洞                                                                         |
| 皇南洞         | 皇南洞、沙正洞、塔洞、拝洞、栗洞 |
| 中部洞         | 西部洞、東部洞、北部洞、路西洞、路東洞                                                                                                 |
| 皇吾洞         | 皇吾洞、城東洞 |
| 東川洞         | 東川洞 |
| 月城洞         | 仁旺洞、校洞、東方洞、道只洞、南山洞、坪洞、九黄洞、普門洞、排盤洞                                                                     |
| 甘浦邑         | 甘浦里、羅亭里、魯洞里、坮本里、五柳里、典洞里、典村里、八助里、虎洞里                                                                 |
| 安康邑         | 甲山里、江橋里、検丹里、根渓里、老堂里、大洞里、斗流里、士方里、山垈里、安康里、陽月里、玉山里、六通里、青令里、霞谷里                 |
| 乾川邑         | 乾川里、金尺里、大谷里、牟梁里、芳内里、松仙里、新坪里、龍明里、棗田里、泉浦里、花川里                                                 |
| 外東邑         | 開谷里、掛陵里、九於里、冷川里、鹿洞里、末方里、毛火里、汶山里、防御里、北吐里、石渓里、薪渓里、淵安里、入室里、堤内里、竹東里、活城里 |
| 内南面         | 芦谷里、徳泉里、望星里、椧渓里、朴達里、鳧池里、飛只里、上辛里、安心里、茸長里、月山里、伊助里、花谷里                                 |
| 山内面         | 甘山里、乃日里、内七里、大賢里、新院里、外七里、牛羅里、義谷里、日富里                                                                 |
| 西面           | 道里、道渓里、舎羅里、棲梧里、深谷里、阿火里、雲台里、泉村里                                                                           |
| 見谷面         | 柯亭里、金丈里、南莎里、来台里、羅原里、武科里、上邱里、小見里、五柳里、下邱里                                                         |
| 江東面         | 菊堂里、多山里、丹邱里、毛西里、安渓里、良洞里、吾琴里、旺信里、有琴里、仁洞里、虎鳴里                                                 |
| 川北面         | 葛谷里、徳山里、東山里、毛児里、勿川里、声池里、神堂里、吾也里、花山里                                                                 |
| 陽南面         | 下西里、環西里、水念里、新西里、瑞洞里、上渓里、新垈里、基邱里、石村里、石邑里、孝洞里、上羅里、羅山里、羅児里、邑川里                 |
| 文武大王面     | 魚日里、臥邑里、龍洞里、権伊里、虎岩里、安洞里、獐項里、凡谷里、廿川里、松田里、竹田里、斗山里、龍堂里、九吉里、奉吉里                 |

### 警察
- 慶州警察署

### 消防
- 慶州消防署

## 産業
古都という歴史的背景から観光業、慶州法酒に見られる食品産業、近年ではIT産業など立地企業は多彩。日本海に面した海岸には月城原子力発電所も存在する。

## 交通

### 鉄道
- 韓国鉄道公社（KORAIL）
  - 京釜高速線 （KTX・SRT） ：慶州駅
  - 中央線：阿火駅 - 牟梁駅
  - 東海線：外東信号場 - 慶州駅 - 牟梁駅 - 西慶州駅 - 安康駅 - 扶助駅
  - 槐東線：扶助駅

2010年11月1日に京釜高速線の東大邱駅 - 釜山駅間が開業し、旧・慶州駅より南西9kmの地点に慶州駅（2023年2月6日に新慶州駅から名称変更）が設けられた。同駅には経由列車の約半数が停車し、最速でソウル駅まで2時間10分・水西駅まで1時間55分・釜山駅まで28分で結ぶ。
市内の一般列車路線はすべてムグンファ号での運行である。慶州駅からソウル特別市への直通列車は、中央線経由の清凉里駅行き（1日2往復、うち1往復は夜行列車）のみとなっており、約5時間半を要する。ほかに、嶺東線に直通する正東津駅行きもある。東海線の列車は東大邱駅 - 慶州駅 - 釜田駅（釜山広域市）間の運転が中心となっている。

### 高速道路
- 京釜高速道路
  - 慶州サービスエリア（釜山方向のみ）- 慶州インターチェンジ - 乾川サービスエリア -  乾川インターチェンジ
- 東海高速道路
  - 外東州サービスエリア - 南慶州インターチェンジ - 陽北サービスエリア -  東慶州インターチェンジ

### バス
- 高速バスバスターミナルと市外バスバスターミナルは隣接している。
  - 高速バス
    - ソウルからはおよそ1時間間隔で出ており、所要時間は4時間。その他釜山、大邱、大田、光州への便がある。

  - 市外バスは、慶尚北道各地や慶尚南道、東ソウル、江原特別自治道の一部地域、仁川国際空港などへの便がある。釜山や大邱へは市外バスの方が本数がはるかに多く、所要時間の差も大きくはない。
- 市内バス
  - 市内バスは、座席バス（チャソクバス）と一般(立席)バスの2種類[15]。セ千年美笑社が独占している。

### 空港
- 慶州市には空港がなく、最寄りの空港は浦項空港および蔚山空港。韓国の時刻表ではそれぞれ「浦項／慶州」「蔚山／慶州」と表記されている。また、釜山の金海国際空港から直行のリムジンバスが運行されており、高速バスターミナルに発着する。最近、浦項慶州空港に正式名称が変更された。

## 教育

### 大学校
私立
- 東国大学校WISEキャンパス（分校）
- 新慶州大学校
- 威徳大学校

## 観光
慶州は紀元前1世紀から10世紀に渡って新羅王朝の首都として栄えた町で、ユネスコ世界遺産も慶州歴史地域、石窟庵と仏国寺の2地区が登録されている。それらの歴史文化遺産を目的に訪れる観光客が多い。
- 慶州国立公園
- 石窟庵
- 仏国寺
- 国立慶州博物館
- 大陸苑
- 雁鴨池と東宮
- 瞻星台
- 皇龍寺址
- 芬皇寺
- 五陵
- 良洞村
- 普門観光団地

## メディア
- 市内を拠点とするテレビ局はない。
- 市内に中継局を置くテレビ局
  - KBS大邱放送総局
  - 蔚山文化放送（MBC）
  - 大邱放送（TBC・SBS （韓国）系列）

## ギャラリー

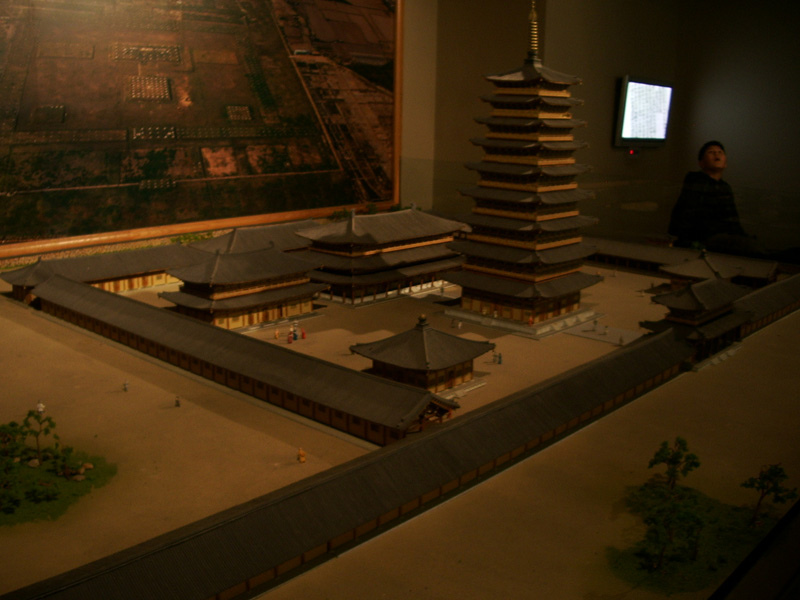
皇龍寺址にあった皇龍寺敷地の姿とその復元模型
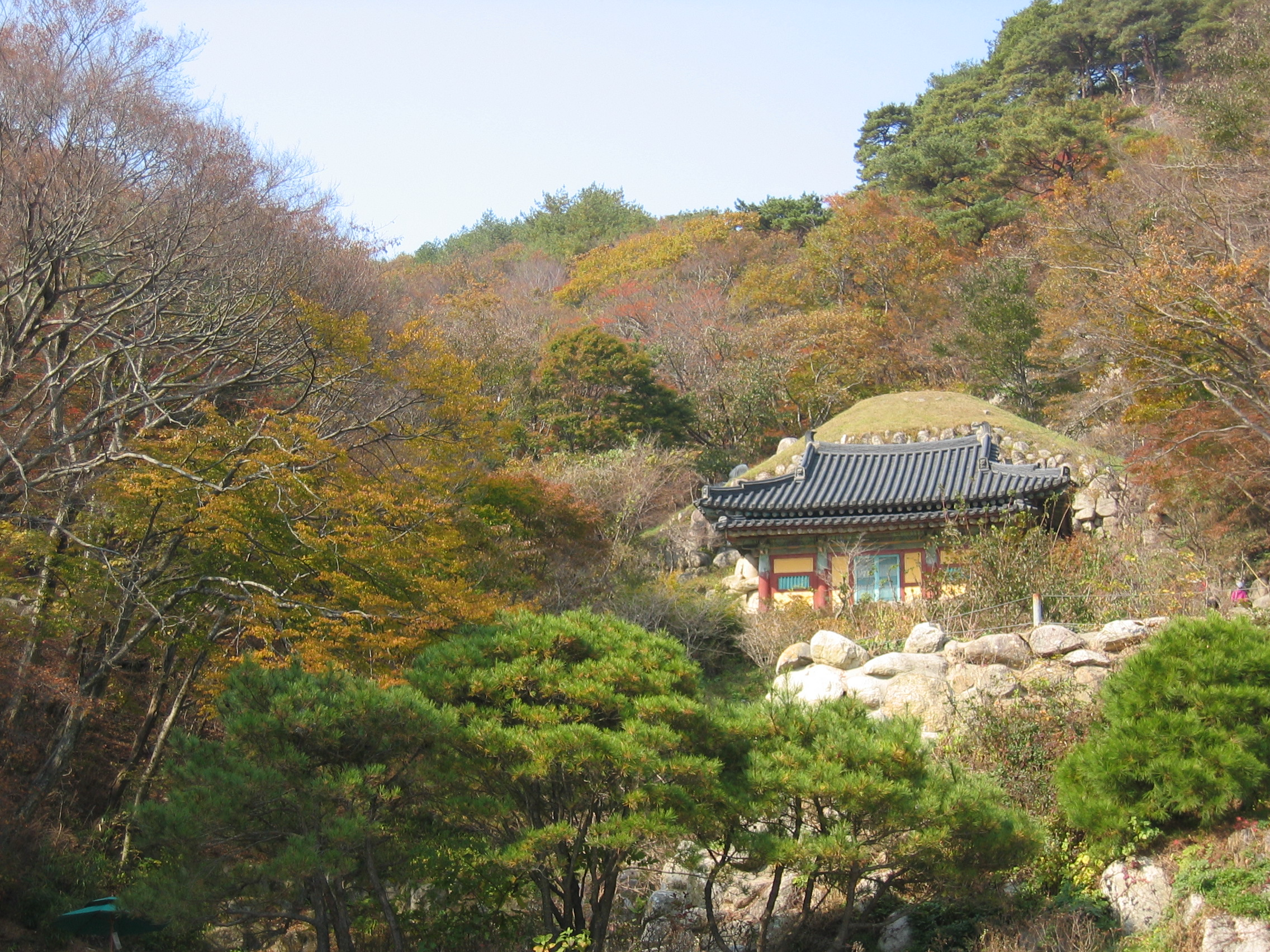
石窟庵
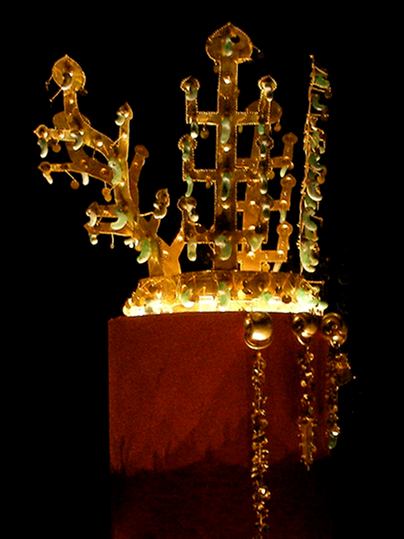
新羅金冠（韓国国立中央博物館所蔵）
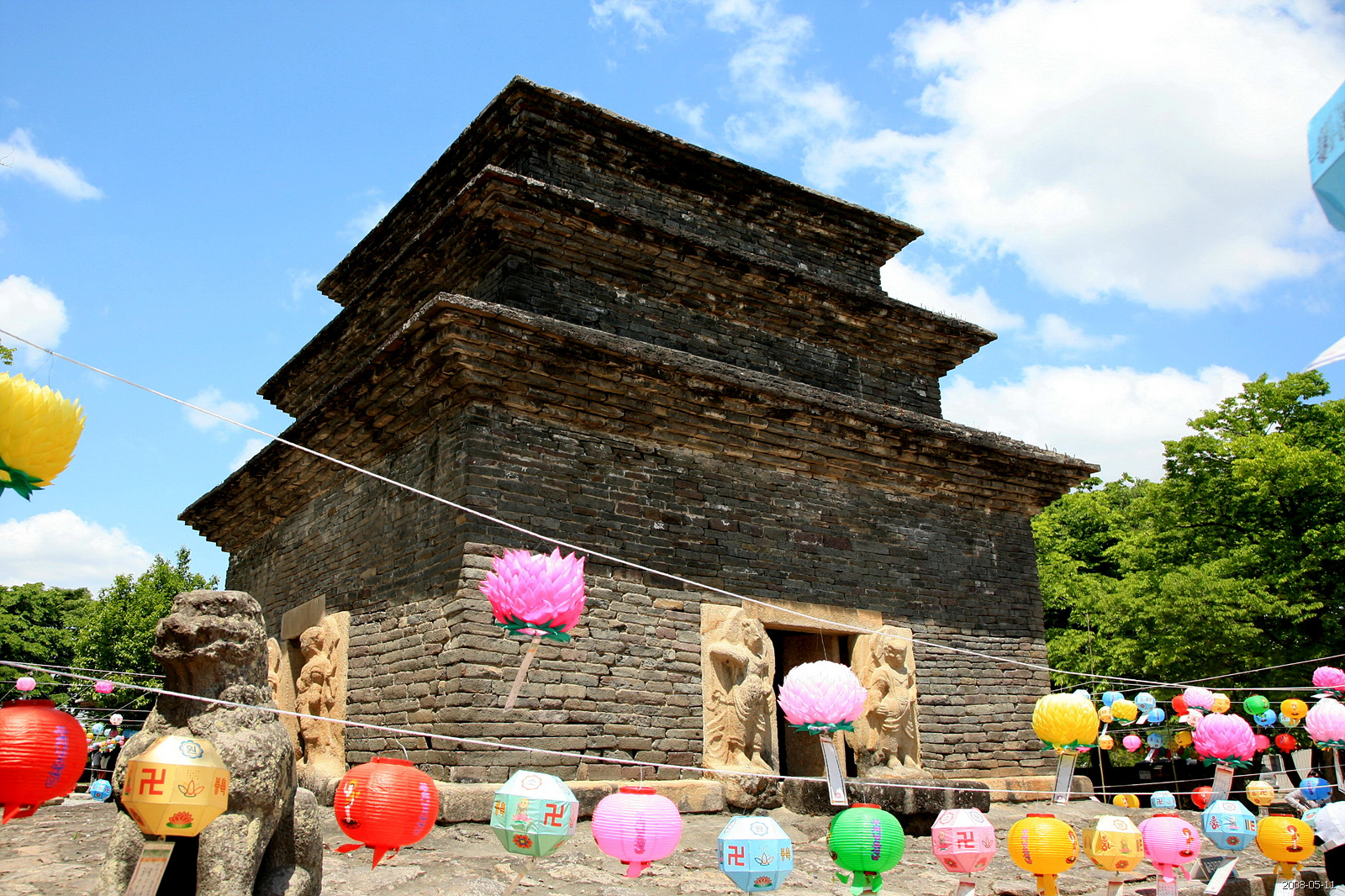
芬皇寺模塼石塔
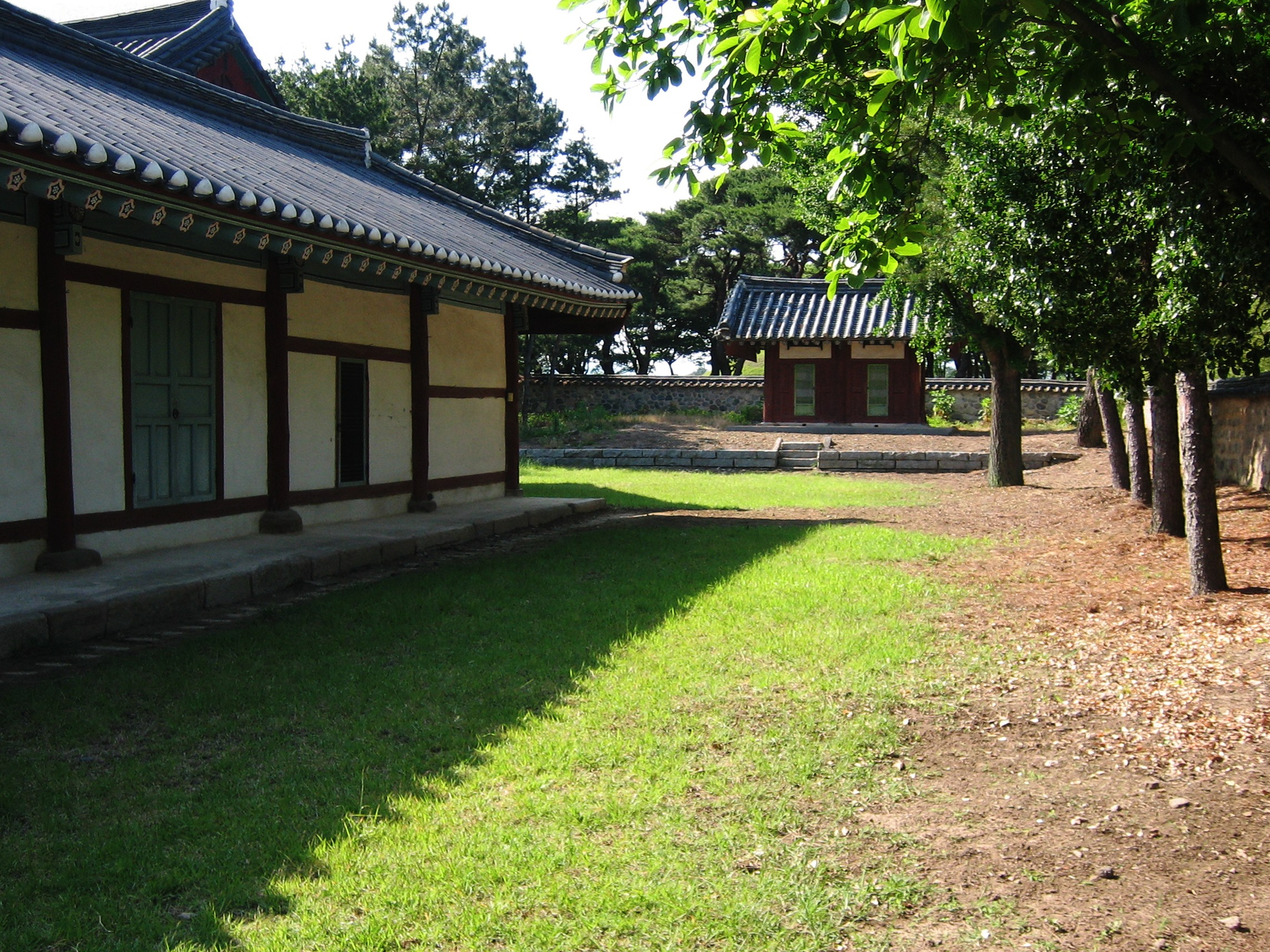
朝鮮時代の学校であった慶州郷校
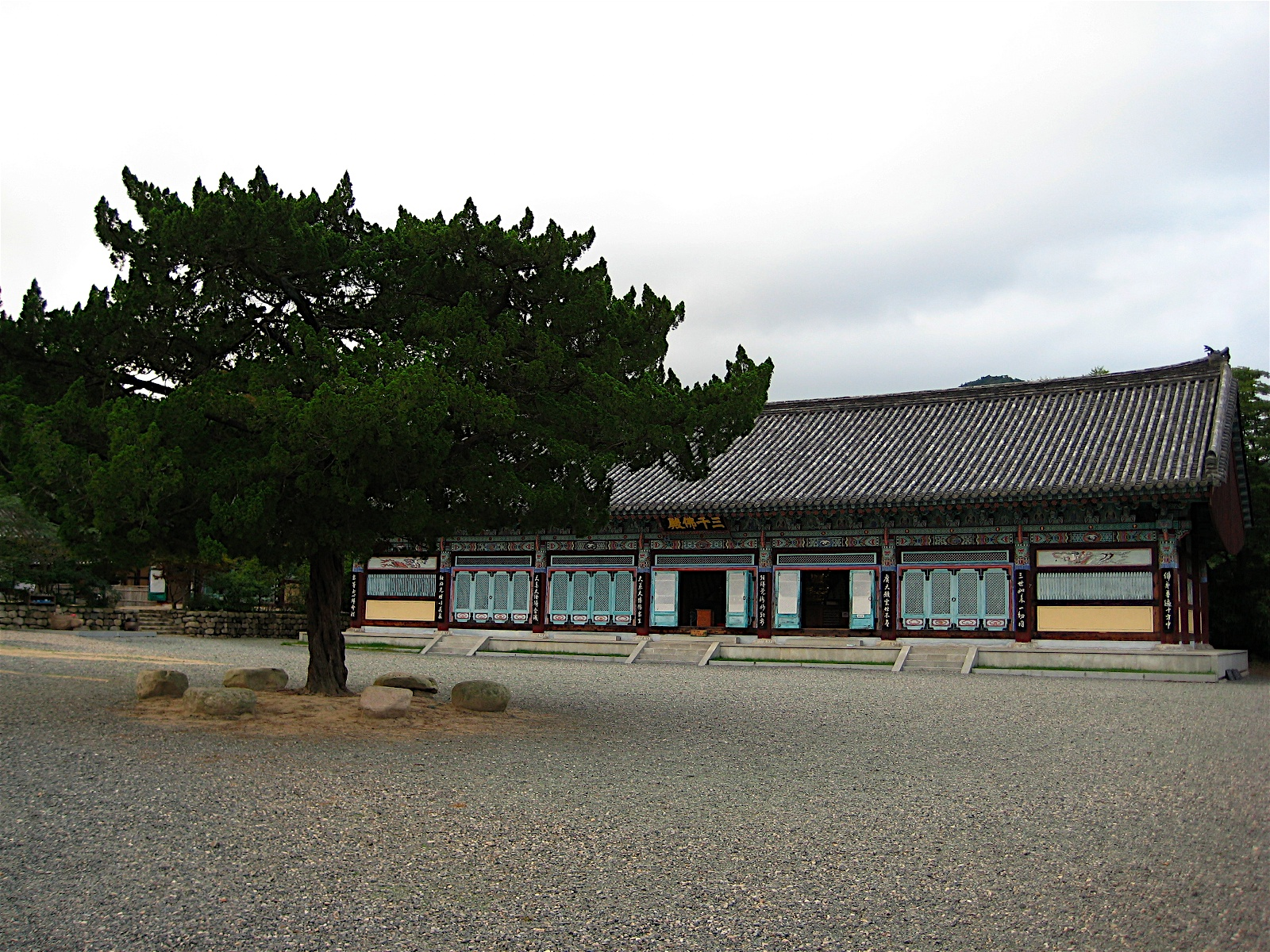
643年、善徳女王の時に作られた祗林寺の三千仏殿
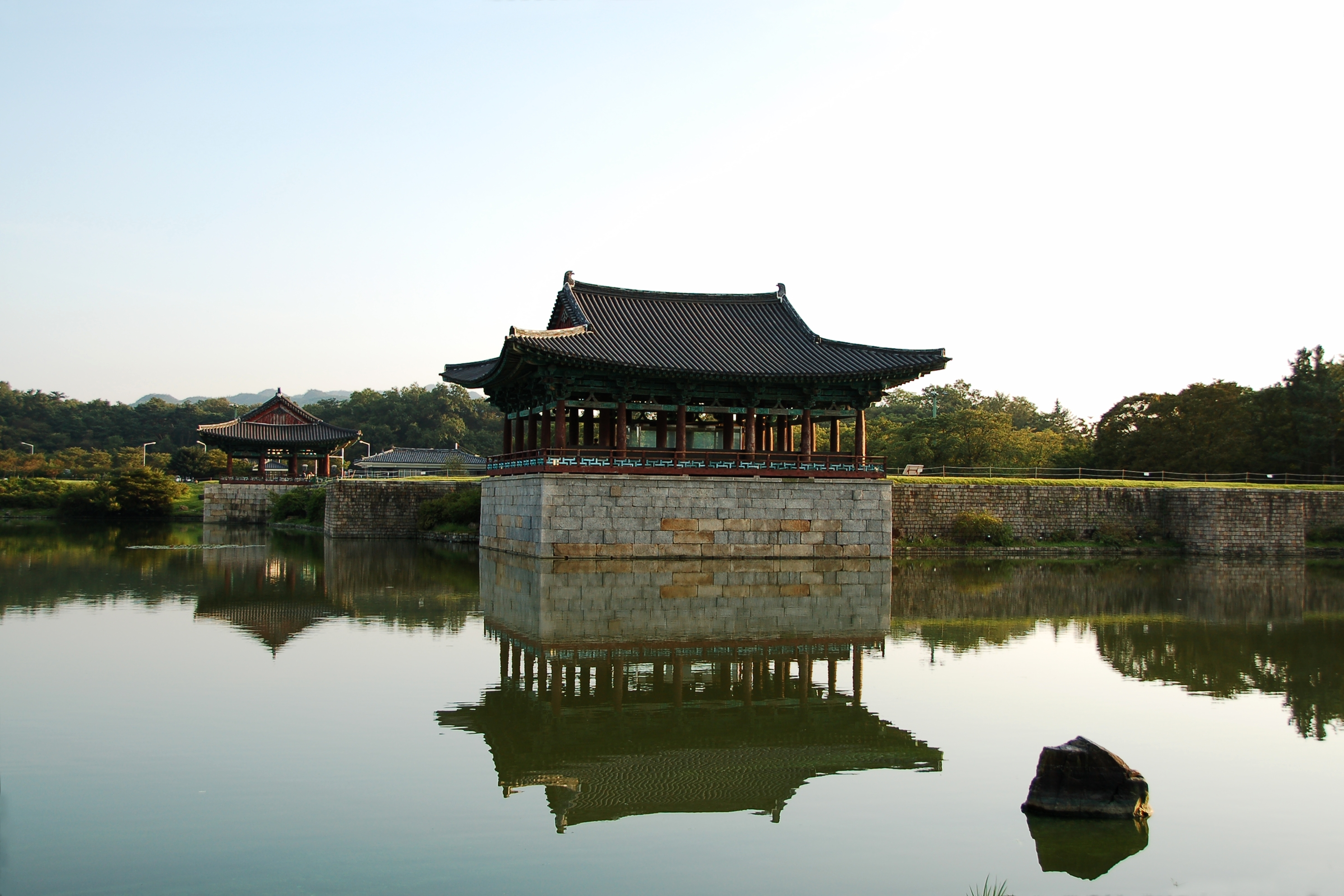
慶州東宮・雁鴨池（月池）
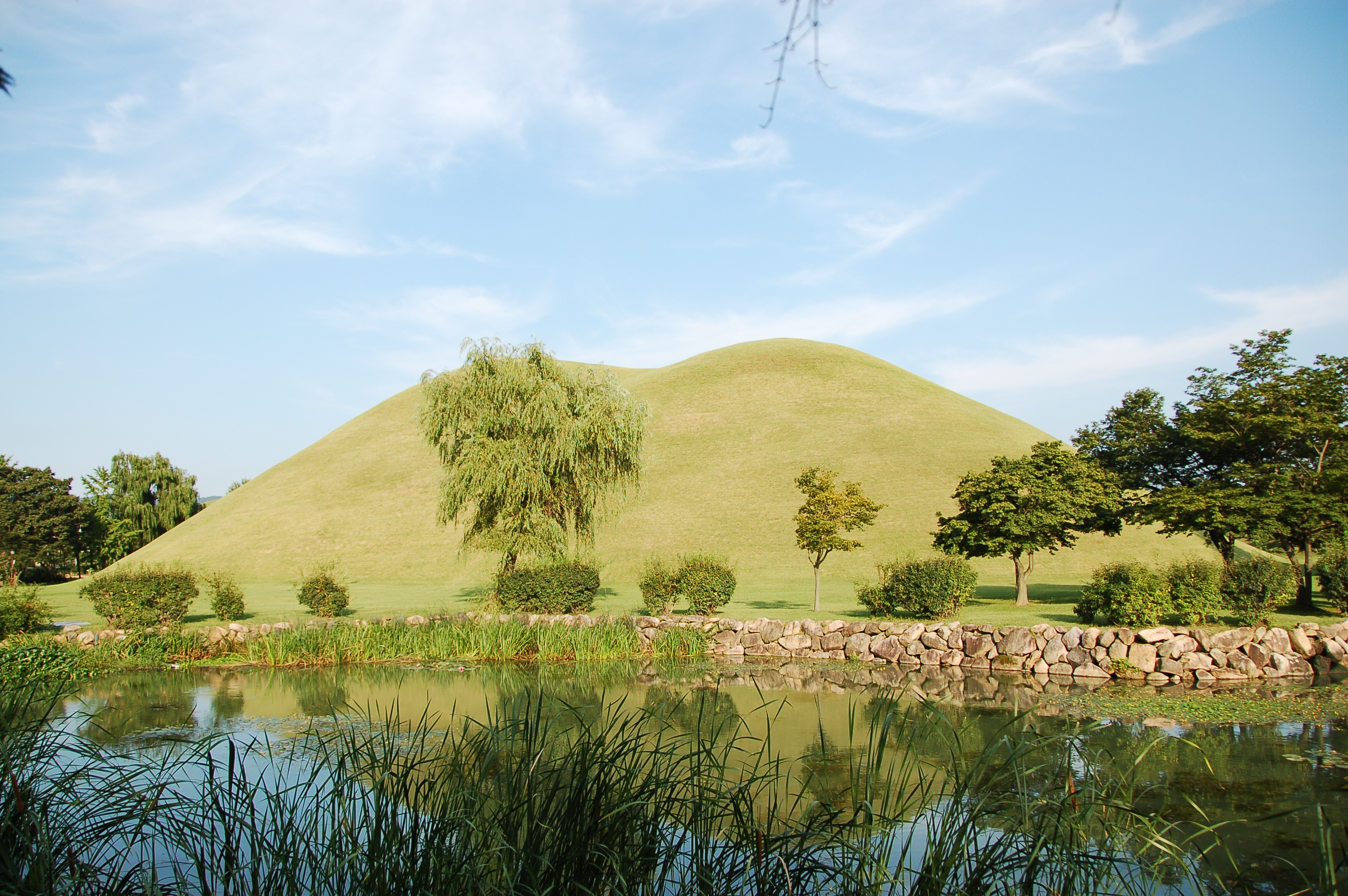
大陵院
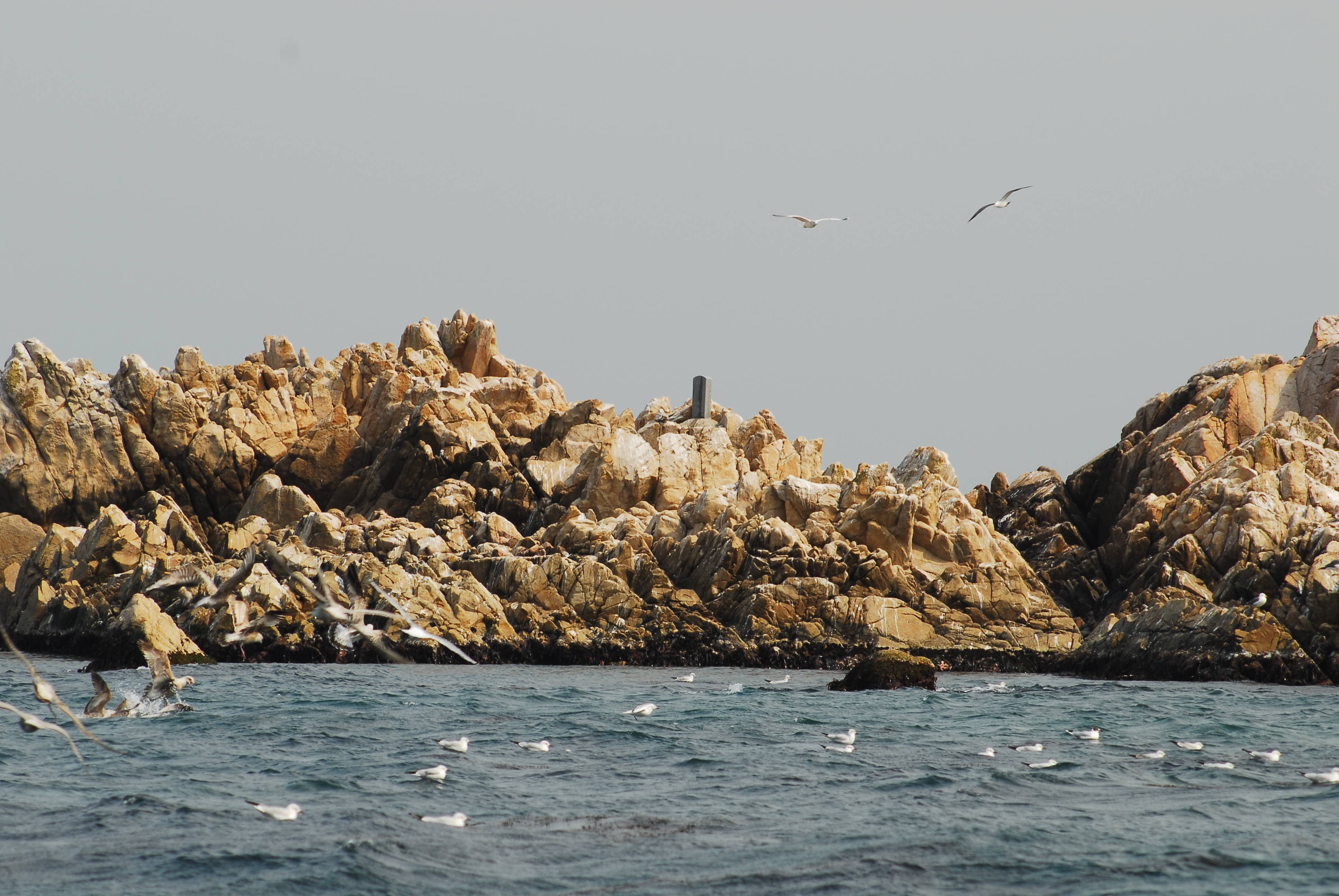
三国（高句麗、百済、新羅）を統一した文武大王の水中王陵
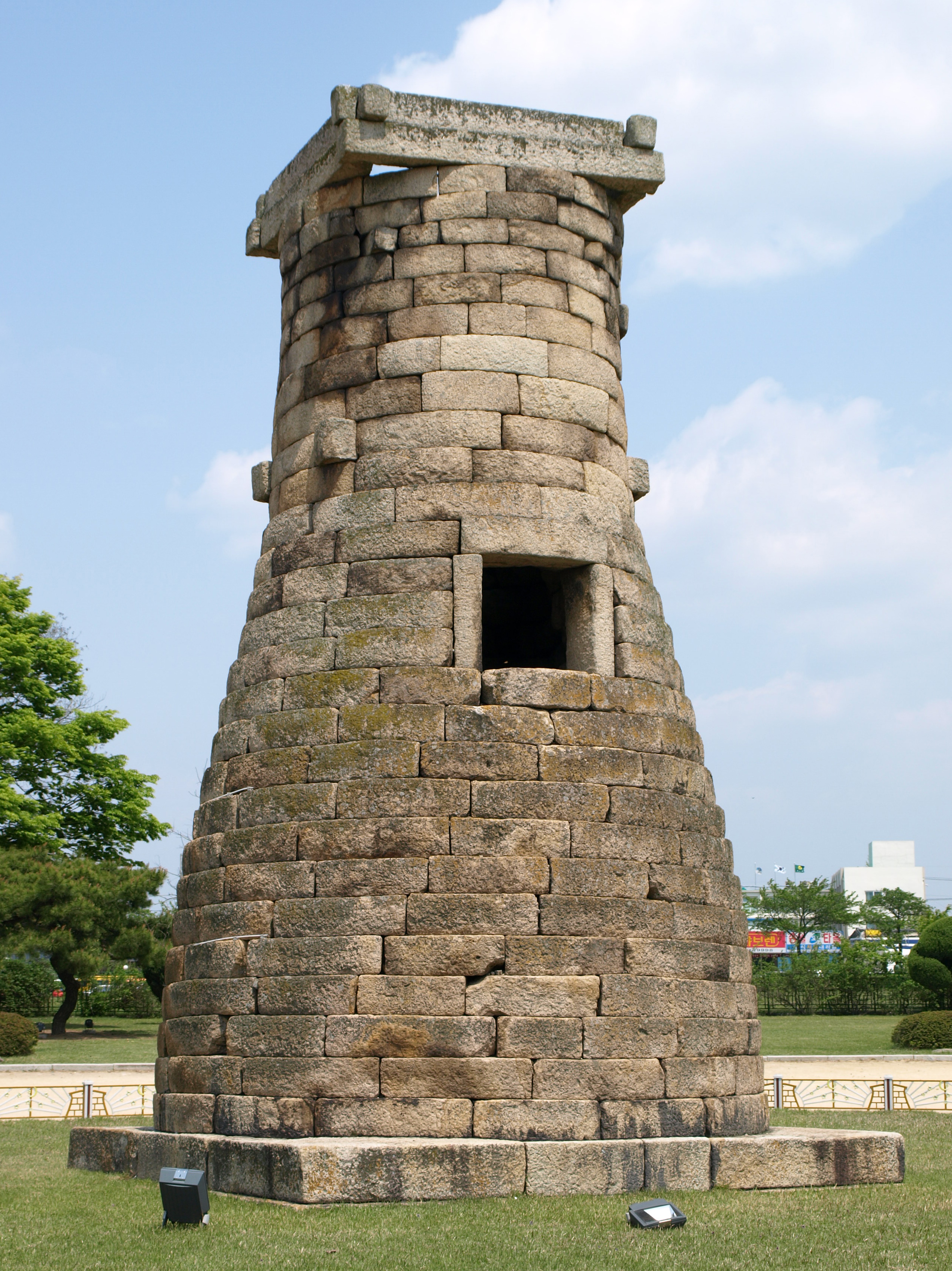
東アジアで一番古い天文台である瞻星台
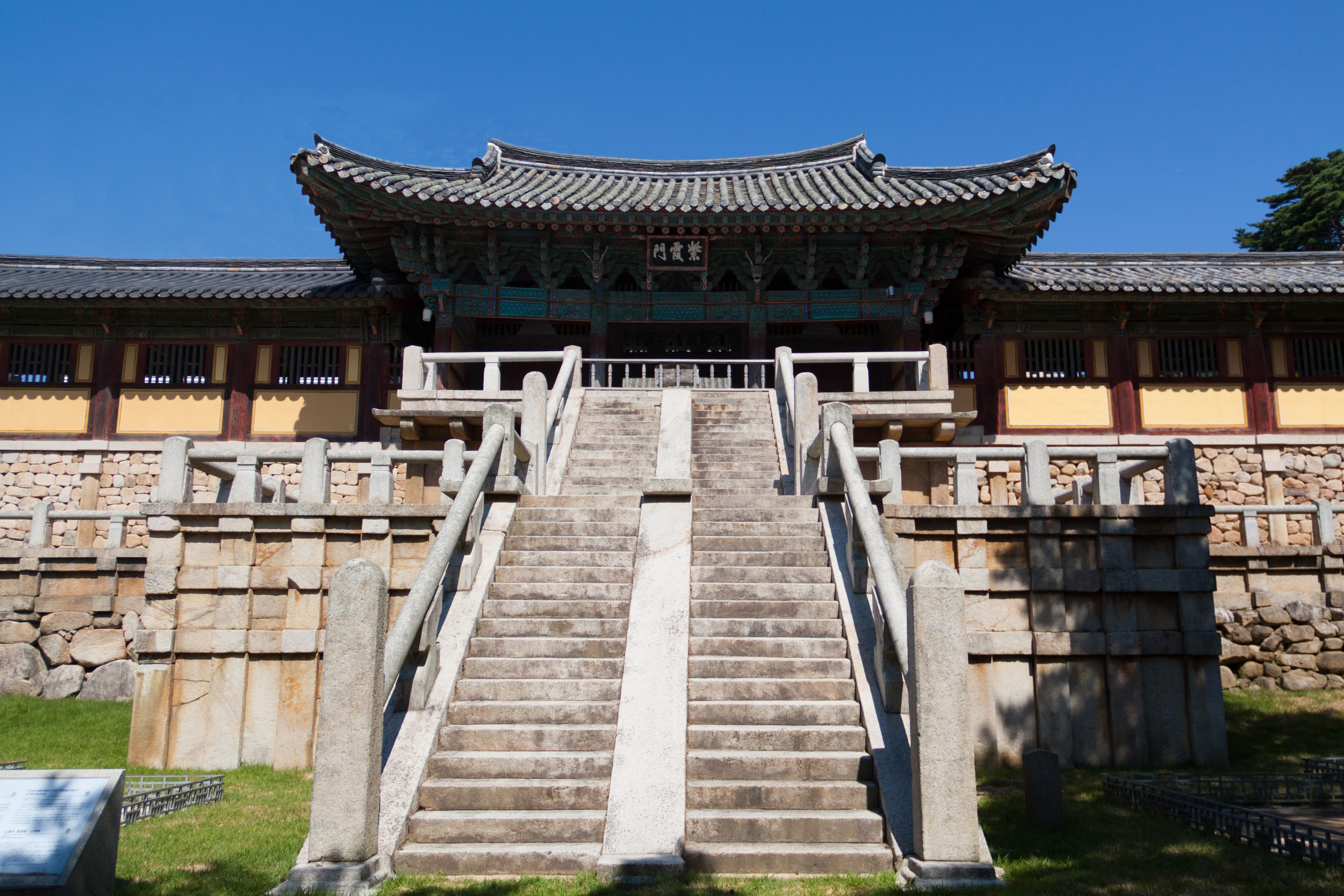
仏国寺・紫霞門
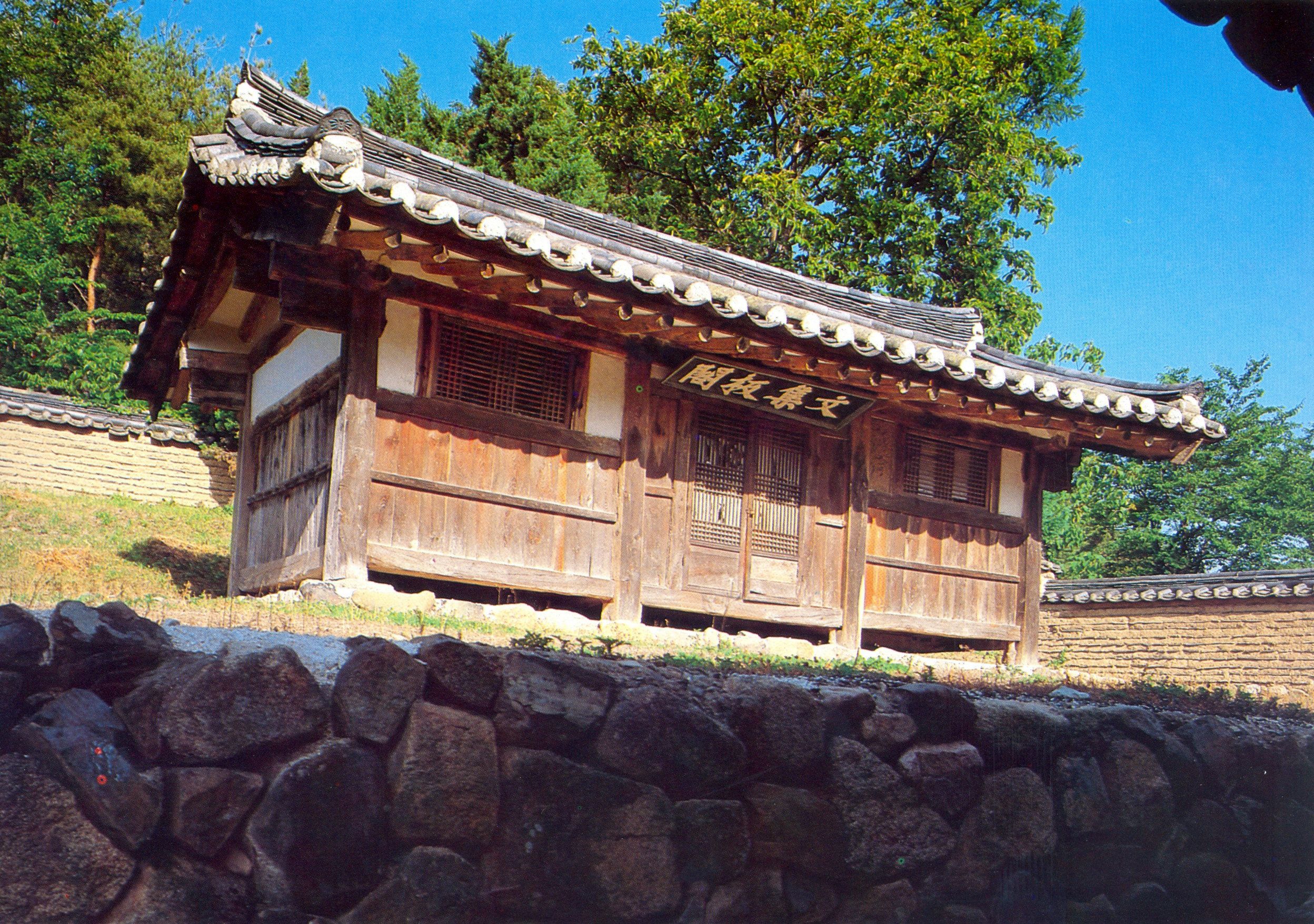
玉山書院・文集板閣

## 姉妹都市
- 日本国福井県小浜市
- 日本国奈良県奈良市
- 日本国兵庫県出石町（現・豊岡市）
- 日本国大分県宇佐市
- 中華人民共和国陝西省西安市
- イタリアポンペイ市
- フランスヴェルサイユ市
- アメリカ合衆国カリフォルニア州イングルウッド市
- 国内全羅北道益山市

## 観光友好都市
- 日本国栃木県日光市

## 慶州市を舞台とした作品
- 映画『東京-ソウル-バンコック 実録麻薬地帯』 - 千葉真一主演。
- ドラマ 『チャウ ジョウヌ シジェオゥ』（本当にいい時代）-イ・ソジン主演
- 映画 『慶州　ヒョンとユニ』- パク・ヘイル主演